# Bulgarien i olympiska vinterspelen 1980
Bulgarien deltog med åtta deltagare vid de olympiska vinterspelen 1980 i Lake Placid. Totalt vann de en bronsmedalj.

## Medaljer

### Brons
- Ivan Lebanov - Längdskidåkning, 30 kilometer.